# Homogenic
Homogenic is het vierde studioalbum van de IJslandse zangeres Björk en kwam uit in 1997.

## Stijl
De stijl op Homogenic is wat agressiever dan voorgaande albums van Björk. Dit komt vooral omdat Björk zich wat begon af te zetten tegen de media en alle mensen die wat van haar wilden. Ze wilden ze afschudden maar toch op een vriendelijke manier. Dit hoor je ook op het album. Naast agressieve nummers als 5 years en Pluto zingt ze ook liefdevolle nummers zoals All is full of love.
Op de voorkant van het album is Björk gekleed als Chinese krijgster (symbolisch tegenover alle dingen tegen haar) maar ze glimlacht wel op de foto. Ze verzet zich, met liefde. Daar gaat het album over.
Met Homogenic bedoelt Björk: alles is in dezelfde stijl. Het hele album bevat een stijl die Björk alleen op dat album handhaaft. Andere albums van Björk klinken ook allemaal anders.

## Tracklist
1. "Hunter"
2. "Jóga" (Björk/Sjòn)
3. "Unravel" (Björk/Guy Sigsworth)
4. "Bachelorette" (Björk/Sjòn)
5. "All Neon Like"
6. "5 Years"
7. "Immature"
8. "Alarm Call"
9. "Pluto" (Björk/Mark Bell)
10. "All Is Full of Love"

Alle nummers zijn geschreven door Björk, behalve waar iets anders genoteerd staat.

## Singles
Van dit album komen de singles: Jóga, Hunter, Bachelorette, Alarm Call en All is full of love.